# Setra Série 100
 (août 2016).
Si vous disposez d'ouvrages ou d'articles de référence ou si vous connaissez des sites web de qualité traitant du thème abordé ici, merci de compléter l'article en donnant les références utiles à sa vérifiabilité et en les liant à la section « Notes et références ».
La Série 100 est une série de plusieurs autobus et autocars de la marque allemande Setra. Elle fut produite entre 1967 à 1984.
Cette série intègre des autobus urbains, autocars interurbains et tourisme.

## Historique

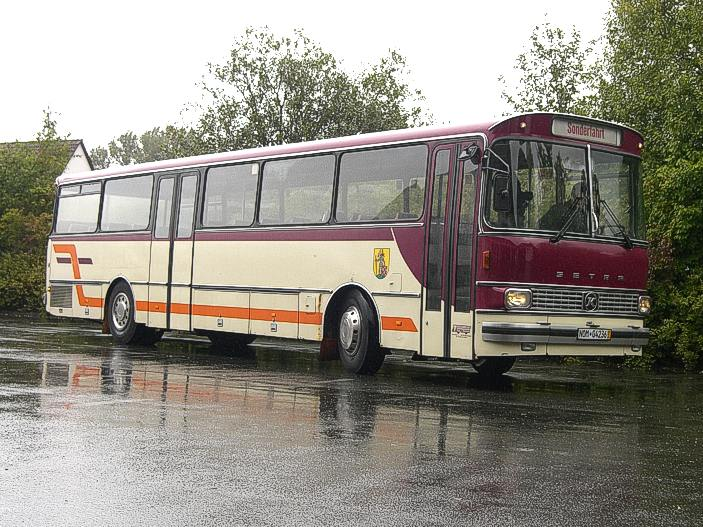
Kässbohrer Setra S 140 ES

## Les véhicules

### Modèles

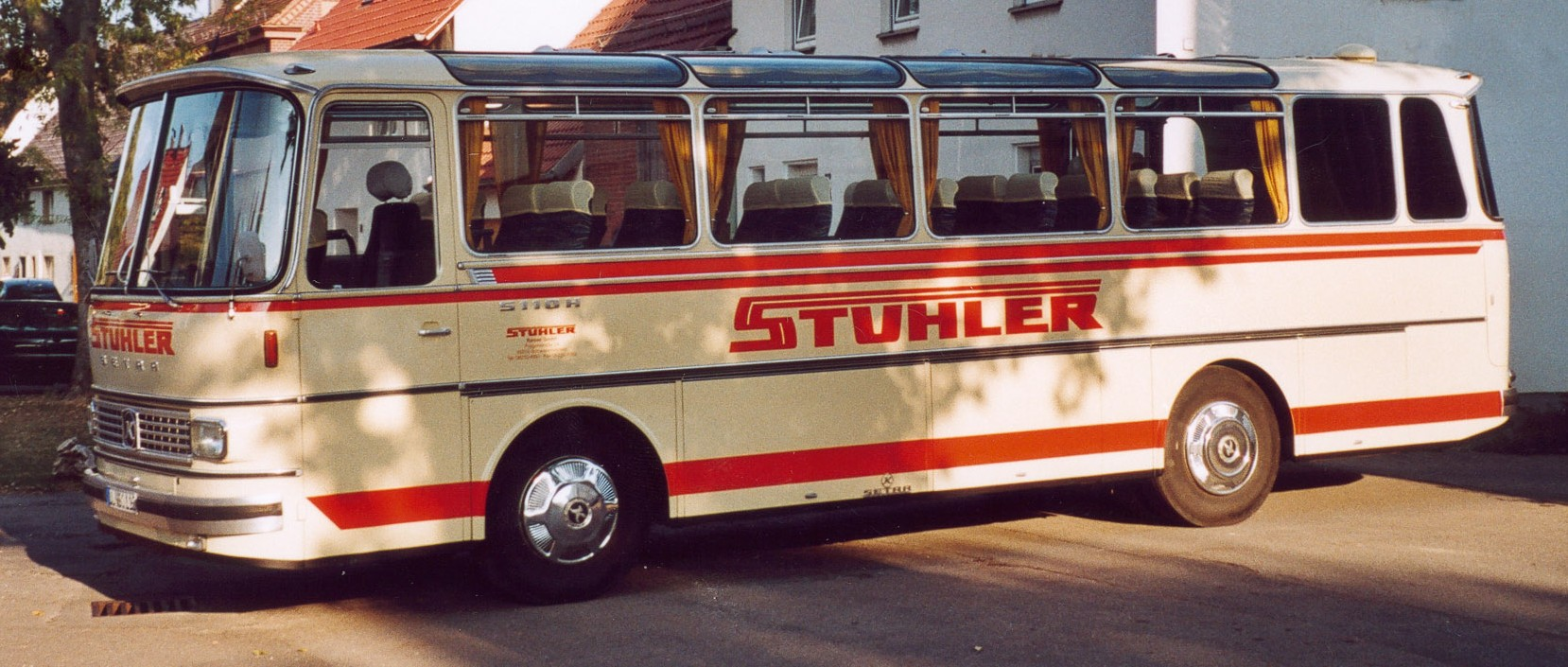
Kässbohrer Setra S 110 H

- S 80
- S 100
- S 110
- S 120
- S 120 EV
- S 125
- S 130
- S 130 S
- S 140 ES
- S 140 H
- S 150
- S 150 H
- SG 165
- SG 175
- SG 180
- SG 180 M
- SG 180 S
- SG 180 Ü
- SG 180 ÜL
- ST 110
- Ü80